# Nikon 1 J2
Nikon 1 J2 – aparat kompaktowy marki Nikon z wymiennym obiektywem. Aparat swoją premierę miał 9.08.2012 r.  Został wyposażony w matrycę CMOS o efektywnej rozdzielczości 10 Mpix, procesor obrazu EXPEED 3 i wyświetlacz LCD o przekątnej 7,5 cm. 
Aparat pozwala niezależnie od oświetlenia rejestrować szczegółowe zdjęcia. Nikon 1 J2 pozwala również nagrywać filmy w rozdzielczości Full HD.